# Heather Simmons-Carrasco
Heather Simmons-Carrasco   (Mountain View, 25 de maig de 1970) és una exnedadora estatunidenca, especialitzada en natació sincronitzada, que va competir durant la dècada de 1990.
El 1996 va prendre part en els Jocs Olímpics d'Atlanta, on guanyà la medalla d'or en la competició per equips. En el seu palmarès també destaca la medalla d'or en la competició per equips del Campionat del Món de natació de 1991 i 1994.